# Yoshinori Ishigami
Yoshinori Ishigami (石神 良訓, Ishigami Yoshinori) est un footballeur japonais né le 4 novembre 1957 dans la préfecture de Shizuoka au Japon.